# Eleazar Rodgers
Eleazar Rodgers (ur. 22 stycznia 1985 w Kapsztadzie) – południowoafrykański piłkarz występujący na pozycji napastnika.
W 2007 zadebiutował w reprezentacji RPA.

## Kariera klubowa
Pierwszy klub w jego karierze był Kuils River.
W 2006 trafił do zespołu Santos FC, gdzie grał 6 lat.
W 2012 dołączył do Mamelodi Sundowns.
Rodgers w sierpniu 2013 został wypożyczony do południowoafrykańskiego klubu Ajax Kapsztad.